# 呂特貝梅克河
51°25′13.59″N 8°17′16.29″E / 51.4204417°N 8.2878583°E
呂特貝梅克河（德語：Lütte Bermecke），是德國的河流，位於該國西部，處於北萊茵-威斯特法倫州，屬於貝爾梅克河的右支流，河道全長1.6公里，流域面積1.9平方公里。